# Jan Åke Enghed
Jan Åke Ingemar Enghed, född 12 juli 1943 i Mullsjö, är en svensk konstnär.
Enghed är som konstnär autodidakt. Hans konst består av motiv från Vätterbygden, Gotland och Kanarieöarna utförda i en naturalistisk stil som påminner om ett modernt gåramåleri.  